# Perdiep Ramesar
Perdiep Ramesar (Paramaribo, 1978) is een Nederlandse communicatieadviseur en voormalig journalist. 

## Loopbaan
Ramesar werkte van 2003 tot 2007 voor de Haagsche Courant en het Algemeen Dagblad. Vanaf 2007 tot 2014 werkte hij voor dagblad Trouw. Samen met Martijn Roessingh publiceerde hij het boek Slaven in de Polder. Ramesar was te gast in Nederlandse discussieprogramma's als Knevel & Van den Brink en nam deel aan debatten bij De Balie en bij de Universiteit van Leiden. In oktober 2014 ontving Ramesar de Divali Award voor zijn inzet voor Zuid-Aziaten in Nederland.